# Професионална гимназия по химични технологии и биотехнологии „Мария Кюри“
ПГХТБ „Мария Кюри“ е училище в град Разград, намира се в ж.к. „Орел“. Има само една учебна смяна – сутрин.

## История
Училището е основано през 1975 година като СПТУ по химическа промишленост със специалности: шлосер- монтьор в химическата промишленост и производство на органични вещества.